# Isaac Scliar
Isaac Scliar (Rosario, Santa Fe, 26 de abril de 1920-1991) fue un futbolista argentino. Jugaba de delantero y su primer club fue Argentino de Quilmes.

## Carrera
Scliar inició su carrera en 1939 en el club Argentino de Quilmes. Posteriormente jugó en el Club Atlético Atlanta y luego en Newell's Old Boys de Rosario durante las dos siguientes temporadas. Fue entonces cuando se incorporó a Vélez Sársfield, jugando entre los años 1944 y 1949. Terminó su carrera jugando para Boca Juniors, Tigre y Quilmes hasta 1951. Fue el tercer máximo goleador en la temporada 1949, anotando 20 goles para Vélez Sársfield, Boca Juniors y Tigre. En 1954 tuvo un paso por Magallanes de Chile.
Scliar sufrió el descenso de la Primera División Argentina con 3 diferentes equipos: Argentinos Juniors, Tigre y Quilmes.